# 大塚敏彦
大塚 敏彦（おおつか としひこ、1951年10月29日 - ）は、東京都出身のプロゴルファー。

## 来歴
18歳からゴルフを始め、1983年にプロ入りする。
1984年のフジサンケイクラシックでは初日をテリー・ゲール（オーストラリア）、尾崎直道・鷹巣南雄・草壁政治と並んでの8位タイでスタートし、2日目には鷹巣と共に謝敏男（中華民国）・青木功と並んでの5位タイに着けた。
1984年の千葉県オープンでは初日に金山和雄・泉川ピート・久保田剛司・須貝昇と共に69をマークし、松井角次・文山義夫・額賀靖生・中山徹・池原厚・松本紀彦・吉武恵治に1打差の首位タイでスタートした。
1989年のよみうりサッポロビールオープンでは初日を倉本昌弘・稲垣太成・上野忠美・三上法夫・山本善隆・新関善美・室田淳と共に3アンダー69の10位タイ、1990年の第一不動産カップでは初日を木村政信・上西紘暉・倉本・加瀬秀樹・泉川ピート・藤木三郎と共に4アンダー68の6位タイでスタートした。
1990年の三菱ギャランでは初日を3アンダー69で野口裕樹夫の2位でスタートすると、2日目にはロジャー・マッカイ（オーストラリア）の2位と健闘し、NGAオープンで優勝。
1992年にはポカリスエットオープンでは初日69・最終日67と3日間中2日も60台をマークし、日経カップ 中村寅吉メモリアルで初日を須貝、バレント・フランクリン（カナダ）、エドアルド・エレラ（コロンビア）と共に3アンダー69の3位タイでスタートした。
1992年の全日空オープンでは初日を高見和宏・中村彰男と共に3アンダー69の3位タイでスタートし、2日目には横島由一・エレラ・倉本・長谷川勝治・海老原清治と並んでの9位タイに浮上すると、3日目には岩下吉久・陳志忠（中華民国）と並んでの5位タイに着けた。
1995年のNST新潟オープンでは初日を溝口英二・坂本義一・白潟英純・植田浩史・飯合肇・丸山智弘と共に3アンダー69の6位タイでスタートし、1999年の宇部興産オープンを最後にレギュラーツアーから引退。

## 主な優勝
- 1990年 - NGAオープン